# Vreemd bloed
Vreemd bloed is een Nederlandse surrealistische dramafilm uit 2010. De film werd vertoond tijdens het Filmfestival Oostende en het Nederlands Film Festival.
Vreemd bloed werd geregisseerd door Johan Timmers. Het scenario werd geschreven door Maria Goos.

## Rolverdeling
| Acteur/Actrice    | Rol                      |
| ----------------- | ------------------------ |
| Jelle de Jong     | Kind                     |
| Wim Opbrouck      | Vader                    |
| Viviane de Muynck | Moemoe                   |
| Pieter Dictus     | Kind (8 jaar)            |
| Ole Kroes         | Kind (3 jaar)            |
| Gijs Naber        | Cor                      |
| Meral Polat       | Lina                     |
| Heike Wisse       | Moeder                   |
| Fabian Jansen     | Bolle                    |
| Luuk Busch        | Arie (8 tot 11 jaar )    |
| Toon Kuijpers     | Arie (14 jaar & 24 jaar) |
| Tijn Borm         | Cor (10 jaar & 13 jaar)  |
| Finn Oostveen     | Bolle (6 jaar & 9 jaar)  |
| Wil van der Meer  | Dirigent                 |
| Marcel Hensema    | Chauffeur                |